# Julius Beresford
Julius Beresford (Wiszniewski) (Londres, 29 de juny de 1868 – Henley-on-Thames, Oxfordshire, 29 de setembre de 1959), també conegut pel sobrenom Berry o The Old Berry, va ser un remer anglès que va competir a començaments del segle xx. Fou el pare del també medallista olímpic Jack Beresford.
Beresford era fill de Julius Bernard Wiszniewski, un emigrant procedent de Danzig i la seva dona Stella Louisa Davey. El 1871 la família viva a Tottenham. Julius Beresford canvià el cognom del seu pare Wiszniewski per Beresford el 1914. En la vida particular tenia un negoci de la fabricació de mobles, Beresford & Hicks.
Beresford s'inicià en el rem al Kensington Rowing Club de Hammersmith. Allà aconseguí bons resultats en l'scull individual i guanyà nombrosos trofeus, tot i que maldà en els intents per guanyar el Wingfield Sculls de 1902 i 1903 i la London Cup de la Metropolitan Regatta. El 1904 va decidir posar punt final a la seva carrera en scull individual i passà a remar al Thames Rowing Club, on podia compartir bot amb altres membres. Passà la resta de la seva vida en aquest club. El 1909 i 1911 va formar part de la tripulació que guanyà la Stewards Challenge Cup de la Henley Royal Regatta. El 1911 s'uní a Arthur Cloutte per guanyar la Silver Goblets & Nickalls' Challenge Cup.
El 1912 va prendre part en els Jocs Olímpics d'Estocolm, on guanyà la medalla de plata en la competició del quatre amb timoner del programa de rem, formant equip amb Karl Vernon, Charles Rought, Bruce Logan i Geoffrey Carr.
Beresford fou capità del Thames Rowing Club el 1914 i novament el 1926. El 1922 fou elegit vicepresident del club. També en fou entrenador, i ho era quan el 1927 i 1928 el club guanyà quatre proves a la Henley Royal Regatta.